# Armando Bottin
Armando Bottin (Anzio, 18 settembre 1942 – Romford, 5 aprile 1989) è stato un attore italiano.

## Biografia
Terzo di quattro figli, a ventuno anni diventa campione regionale e vicecampione italiano di boxe dilettanti categoria mediomassimi, in seguito gareggia e si piazza spesso in buone posizioni a manifestazioni di culturismo.
Più avanti intraprende la carriera di stuntman ed attore cinematografico con il suo concittadino Giovanni Cianfriglia ed il fratello Luciano Bottin, prendendo come esempio il suo mito, Mister universo Steve Reeves e girando lungometraggi sotto la regia di Demofilo Fidani, Luchino Visconti, Pier Paolo Pasolini, Damiano Damiani, Bruno Corbucci, Vittorio De Sica,  Enzo G. Castellari, Fernando Di Leo.
Usando anche pseudonimi quali Johnny Kissmuller Jr. e Gordon Steve, Bottin interpreta diversi film negli anni '60 e '70 affiancando spesso grandi attori come Totò, Ursula Andress, Franco e Ciccio, Orson Welles, Rod Steiger, Bud Spencer e Terence Hill.
Sposatosi, si trasferisce in Inghilterra per gestire palestre e piscine e praticare triathlon a livello agonistico.

## Filmografia
- I dieci gladiatori, regia di Gianfranco Parolini (1963)
- Agente 3S3: passaporto per l'Inferno, regia di Sergio Sollima (1965)
- Le streghe, regia di Pier Paolo Pasolini, Luchino Visconti, Franco Rossi, Vittorio De Sica e Mauro Bolognini (1967)
- Uno straniero a Paso Bravo, regia di Salvatore Rosso (1968)
- Due bianchi nell'Africa nera, regia di Bruno Corbucci (1970)
- Karzan il favoloso uomo della jungla, regia di Demofilo Fidani (1972)
- Il boss, regia di Fernando Di Leo (1973)
- Quelli che contano, regia di Andrea Bianchi (1973)
- Colpo in canna, regia di Fernando Di Leo (1975)
- Un genio, due compari, un pollo, regia di Damiano Damiani (1975)
- Keoma, regia di Enzo G. Castellari (1976)